# Coppa dei Campioni d'Africa 1987
La Coppa dei Campioni d'Africa 1987 è stata la ventitreesima edizione del massimo torneo calcistico africano per squadre di club maggiori maschili.

## Risultati

### Turno preliminare
| Squadra 1               | Totale      | Squadra 2           | Andata | Ritorno |
| ----------------------- | ----------- | ------------------- | ------ | ------- |
| Matlama                 | 3 - 0       | Gaborone United     | 1 - 0  | 2 - 0   |
| BTM Antananarivo        | 2 - 3       | Maji Maji           | 1 - 1  | 1 - 2   |
| Mogadiscio Municipality | 1 - 2       | Panthères Noires    | 1 - 0  | 0 - 2   |
| Petro Atlético          | 4 - 1       | Maxaquene           | 3 - 1  | 1 - 0   |
| Juvenil Reyes           | a tav.      | Mouara              | -      | -       |
| Sporting Bissau         | a tav.      | Old Edwardians      | -      | -       |
| Cadets                  | 4 - 4 (gfc) | Mbabane Highlanders | 3 - 2  | 1 - 2   |

### Primo turno
| Squadra 1         | Totale | Squadra 2           | Andata | Ritorno |
| ----------------- | ------ | ------------------- | ------ | ------- |
| AFC Leopards      | 2 - 0  | Maji Maji           | 1 - 0  | 1 - 0   |
| Jeanne d'Arc      | 2 - 3  | ES Sétif            | 2 - 1  | 0 - 2   |
| Real Bamako       | 0 - 4  | Leventis United     | 0 - 0  | 0 - 4   |
| Requins           | 0 - 7  | Canon Yaoundé       | 0 - 0  | 0 - 7   |
| Africa Sports     | 3 - 1  | ASFOSA              | 2 - 1  | 1 - 0   |
| Al-Ahly           | 5 - 1  | Panthères Noires    | 4 - 0  | 1 - 1   |
| Al-Hilal Omdurman | 3 - 0  | Inter Star          | 2 - 0  | 1 - 0   |
| Dynamos           | 8 - 2  | Mbabane Highlanders | 6 - 1  | 2 - 1   |
| Mighty Barrolle   | 2 - 1  | Horoya              | 2 - 1  | 0 - 0   |
| Villa             | 5 - 0  | Matlama             | 4 - 0  | 1 - 0   |
| Asante Kotoko     | a tav. | Sporting Bissau     | -      | -       |
| Nkana Red Devils  | 2 - 1  | Petro Atlético      | 1 - 1  | 1 - 0   |
| Saint Éloi Lupopo | 1 - 0  | FC 105 Libreville   | 1 - 0  | 0 - 0   |
| Étoile du Sahel   | a tav. | Al-Ittihad Tripoli  | -      | -       |
| Wydad Casablanca  | 5 - 1  | ASC Police          | 3 - 1  | 2 - 0   |
| Zamalek           | a tav. | Juvenil Reyes       | -      | -       |

### Secondo turno
| Squadra 1        | Totale      | Squadra 2         | Andata | Ritorno |
| ---------------- | ----------- | ----------------- | ------ | ------- |
| ES Sétif         | 1 - 2       | Canon Yaoundé     | 0 - 0  | 1 - 2   |
| Africa Sports    | 3 - 2       | Mighty Barrolle   | 2 - 1  | 1 - 1   |
| Al-Ahly          | 7 - 2       | AFC Leopards      | 6 - 0  | 1 - 2   |
| Villa            | 2 - 2 (gfc) | Al-Hilal Omdurman | 2 - 1  | 0 - 1   |
| Dynamos          | 4 - 2       | Saint Éloi Lupopo | 3 - 1  | 1 - 1   |
| Étoile du Sahel  | 2 - 2 (gfc) | Leventis United   | 2 - 1  | 0 - 1   |
| Wydad Casablanca | 1 - 3       | Asante Kotoko     | 1 - 1  | 0 - 2   |
| Nkana Red Devils | 1 - 2       | Zamalek           | 1 - 0  | 0 - 2   |

### Quarti di finale
| Squadra 1         | Totale          | Squadra 2       | Andata | Ritorno |
| ----------------- | --------------- | --------------- | ------ | ------- |
| Canon Yaoundé     | 3 - 2           | Dynamos         | 2 - 1  | 1 - 1   |
| Africa Sports     | 2 - 2 (2-4 dcr) | Al-Ahly         | 2 - 0  | 0 - 2   |
| Al-Hilal Omdurman | 2 - 1           | Leventis United | 2 - 1  | 0 - 0   |
| Zamalek           | 3 - 5           | Asante Kotoko   | 2 - 0  | 1 - 5   |

### Semifinali
| Squadra 1         | Totale          | Squadra 2     | Andata | Ritorno |
| ----------------- | --------------- | ------------- | ------ | ------- |
| Al-Ahly           | 2 - 1           | Asante Kotoko | 2 - 0  | 0 - 1   |
| Al-Hilal Omdurman | 1 - 1 (4-1 dcr) | Canon Yaoundé | 1 - 0  | 0 - 1   |

### Finale

#### Andata
| Khartoum 29 novembre 1987 | Al-Hilal Omdurman | 0 – 0 | Al-Ahly | Stadio Internazionale (50 000 spett.) |

#### Ritorno
| Il Cairo 18 dicembre 1987                                      | Al-Ahly   | 2 – 0 | Al-Hilal Omdurman | Stadio Internazionale (80 000 spett.) |
| \| \| \| \| \| Thalaab 5’ (aut.) Shawky 43’ \| Marcatori \| \| |           |       |                   |                                       |
|                                                                |           |       |                   |                                       |
| Thalaab 5’ (aut.) Shawky 43’                                   | Marcatori |       |                   |                                       |